# Colares
Colares là một đô thị thuộc bang Pará, Brasil. Đô thị này có diện tích 609,776 km², dân số năm 2007 là 12328 người, mật độ 20,2 người/km².